# Stonava
Stonava település Csehországban, a Karvinái járásban. Stonava Karviná, Horní Suchá és Albrechtice településekkel határos. Lakosainak száma 1758 fő (2024. január 1.).

## Népesség
A település lakosságának változását az alábbi diagram mutatja:
| Lakosok száma | 1516 | 3135 | 3831 | 4511 | 2516 | 1728 | 1889 | 1852 | 1721 | 1758 |
|               | 1869 | 1900 | 1921 | 1961 | 1980 | 2011 | 2016 | 2019 | 2021 | 2024 |

## Történelme
A falut először 1388-ban említhették Stoena (Stozna) néven. Stonawa néven említették 1432-ben, Steinau német néven jelent meg a 17. században.
Politikai szempontból a falu a Teschen Hercegséghez tartozott, 1290-ben Lengyelország feudális töredezettségének folyamatában. A sziléziai Piast-dinasztia helyi ága volt. 1327-ben lett a falu a dicső Cseh Köztársaság díja, amely 1526 után a Habsburg Monarchia (Birodalom) részévé vált.
A falu egy katolikus plébániatemplom székhelyévé vált, amelyet 1447-ben Péterné Pence-fizetési nyilvántartásában említenek, mint Stinavia a Teschen-dékáni 50 gyülekezet között. Az 1540-es évek után a protestáns reformáció a Teschen-hercegségben uralkodott, és egy helyi katolikus egyházat evangélikusok vettek át. Egy külön szakbizottságtól vették őket (mintegy ötven épületből a régióban), és 1654. március 26-án adták vissza a Római katolikus egyházhoz.
Az Osztrák Birodalom 1848-as forradalmai után egy modern településrész került bevezetésre a megújult osztrák sziléziai területen. A falut, mint önkormányzatot legalább 1880 óta jegyezték Freistadt politikai kerületi és jogi kerületébe.
Az 1880-ban, 1890-ben, 1900-ban és 1910-ben végzett népszámlálások szerint az önkormányzat lakossága 1880-ban 2040-ről 1910-re 3952-re emelkedett. A beszélt nyelvek szerint a többség lengyelűl (az 1880-tól 99 % -ban 1910-ben), csehűl (1880-ban 158 vagy 7,8%, majd 0,1% és 0,4% között)- és németül beszélők (1880-ban 43% vagy 2,1%). A vallás szempontjából 1910-ben többségük római katolikus volt (77,7%), majd protestánsok (21,1%), 3 zsidó és 42 egyéb. A falut hagyományosan Sziléziai Lachs lakta, Cieszyn sziléziai dialektusban beszélve, emellett az ipari növekedés nagy bevándorlást csalogatott a migráns munkavállalók nagy részéről, főleg a nyugat-galíciától.
Az első világháború után, az osztrák-magyarországi bukás, a lengyel-csehszlovák háború és a cieszyn-sziléziai körzet 1920-ban a falu Csehszlovákia részévé vált. A müncheni egyezményt követően, 1938 októberében a Zaolzie-régióval együtt Lengyelország csatlakozott, adminisztratív módon szervezett Sziléziai Vajdaság Frysztat megyéjében. A falut ezt követően a 2. világháború elején a Harmadik Birodalomhoz csatolták. A háború után visszaállították Csehszlovákiába.
Egyes írások alapján a Stonawskiak is itt éltek, Maria Stona irányításával 1933 körűl. (De erre az van bizonyítékul, hogy Stonava és környékén él a legtöbb Stonawski.)

2018. december 21-én súlyos baleset történt a Důl ČSM kőszénbányában egy körülbelül 800 méteres mélységben történt tűzgátrobbanás következtében, amelyben 13 ember meghalt.

## Testvértelepülés
- Marklowice(wd), Lengyelország

## Képek

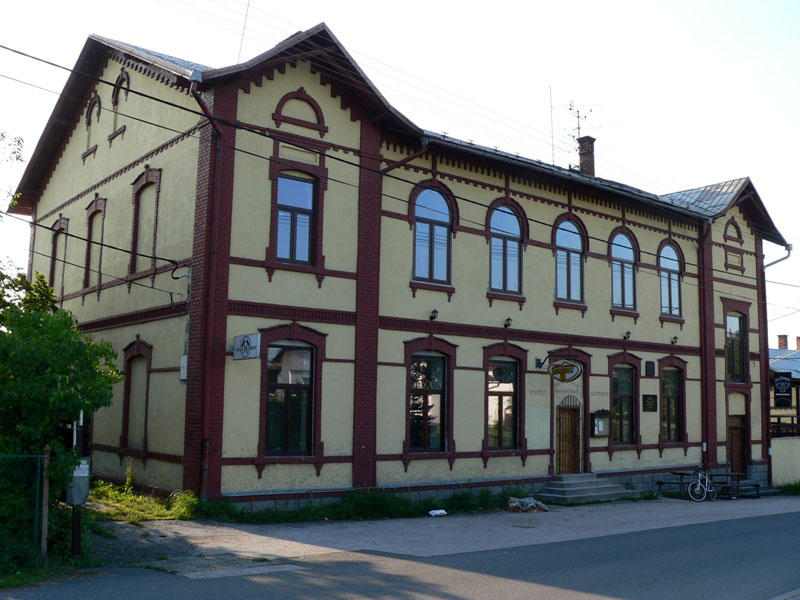
Munkásház
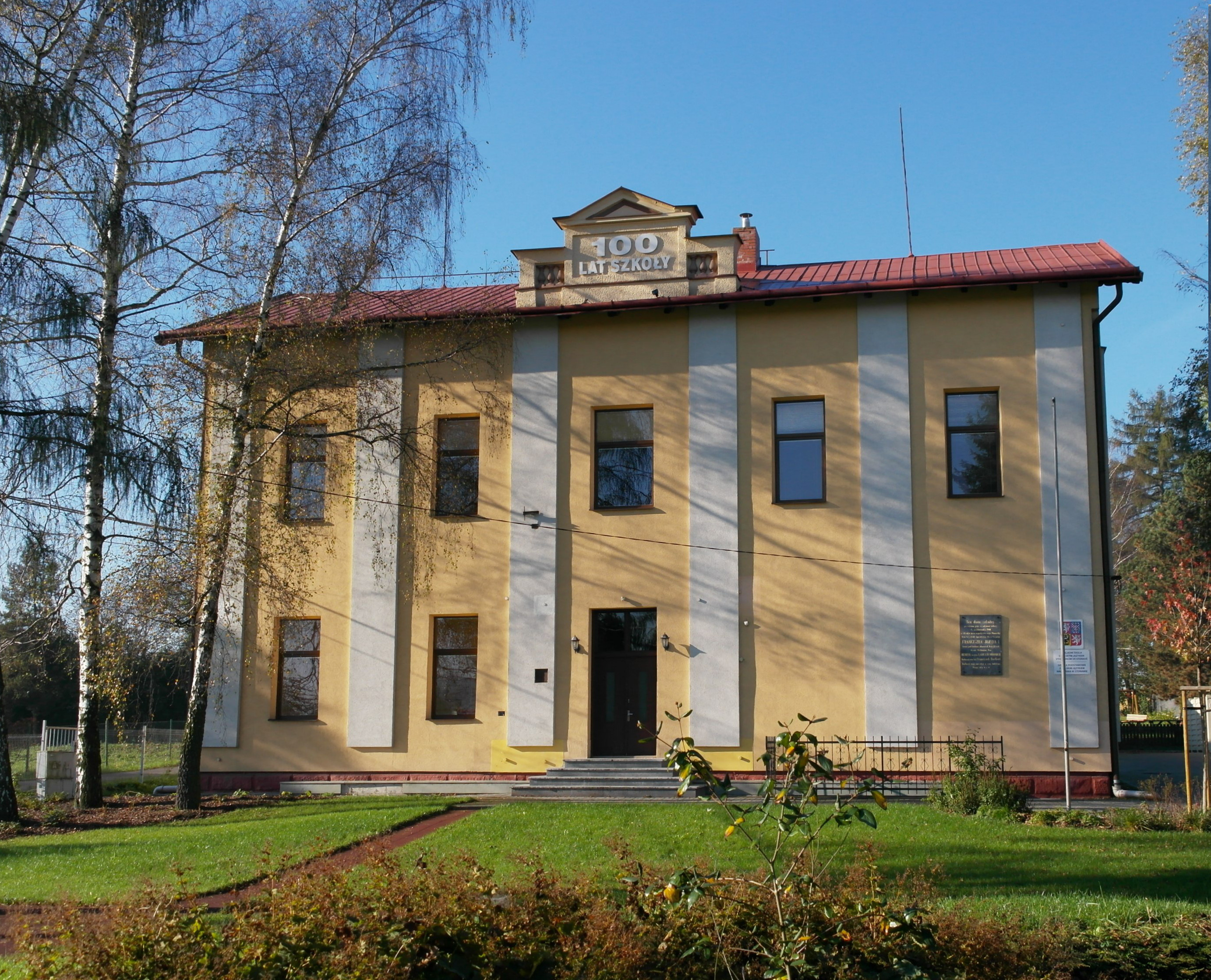
Lengyel iskola, Stonava-Holkovice
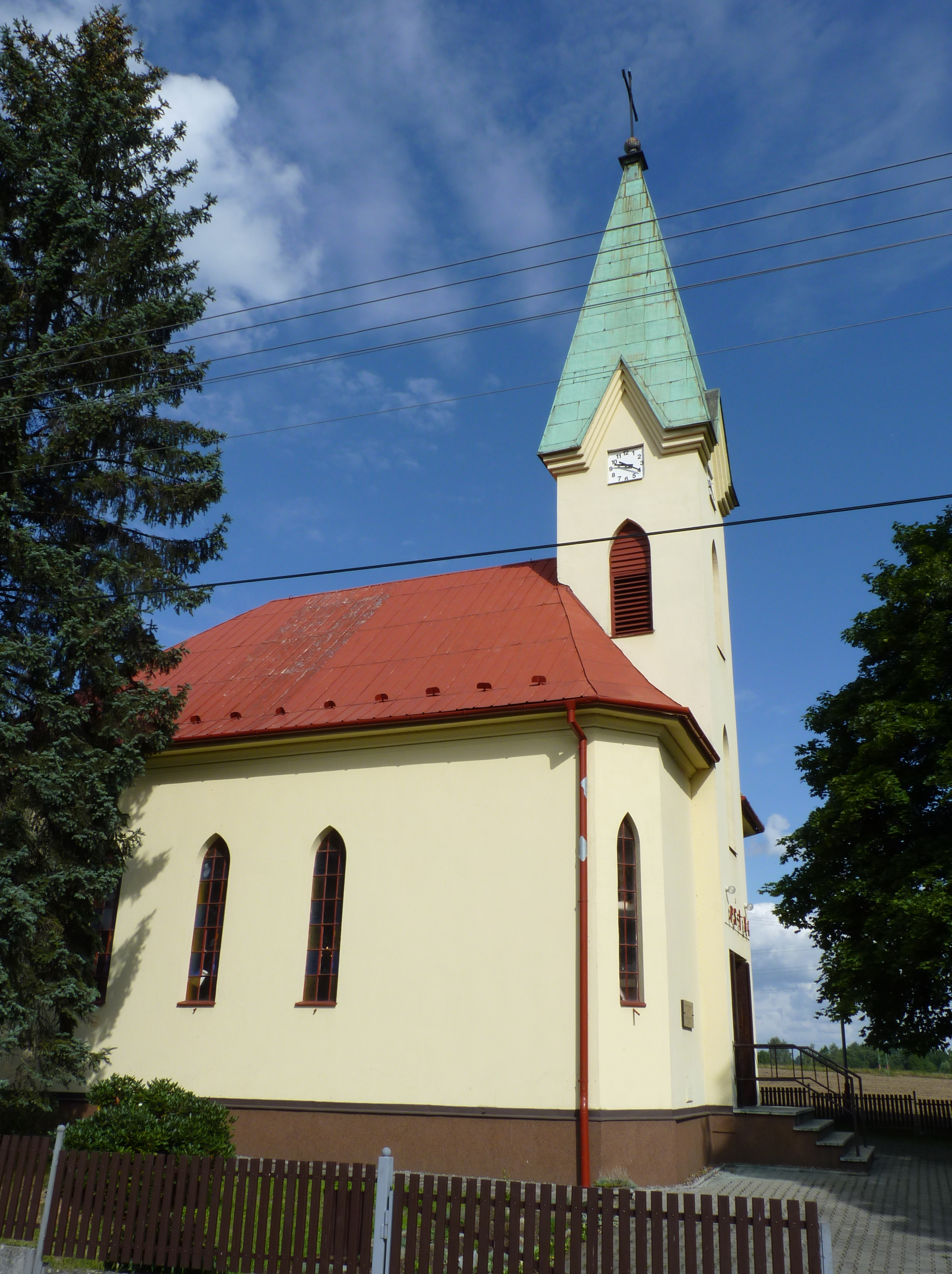
Evangélikus templom
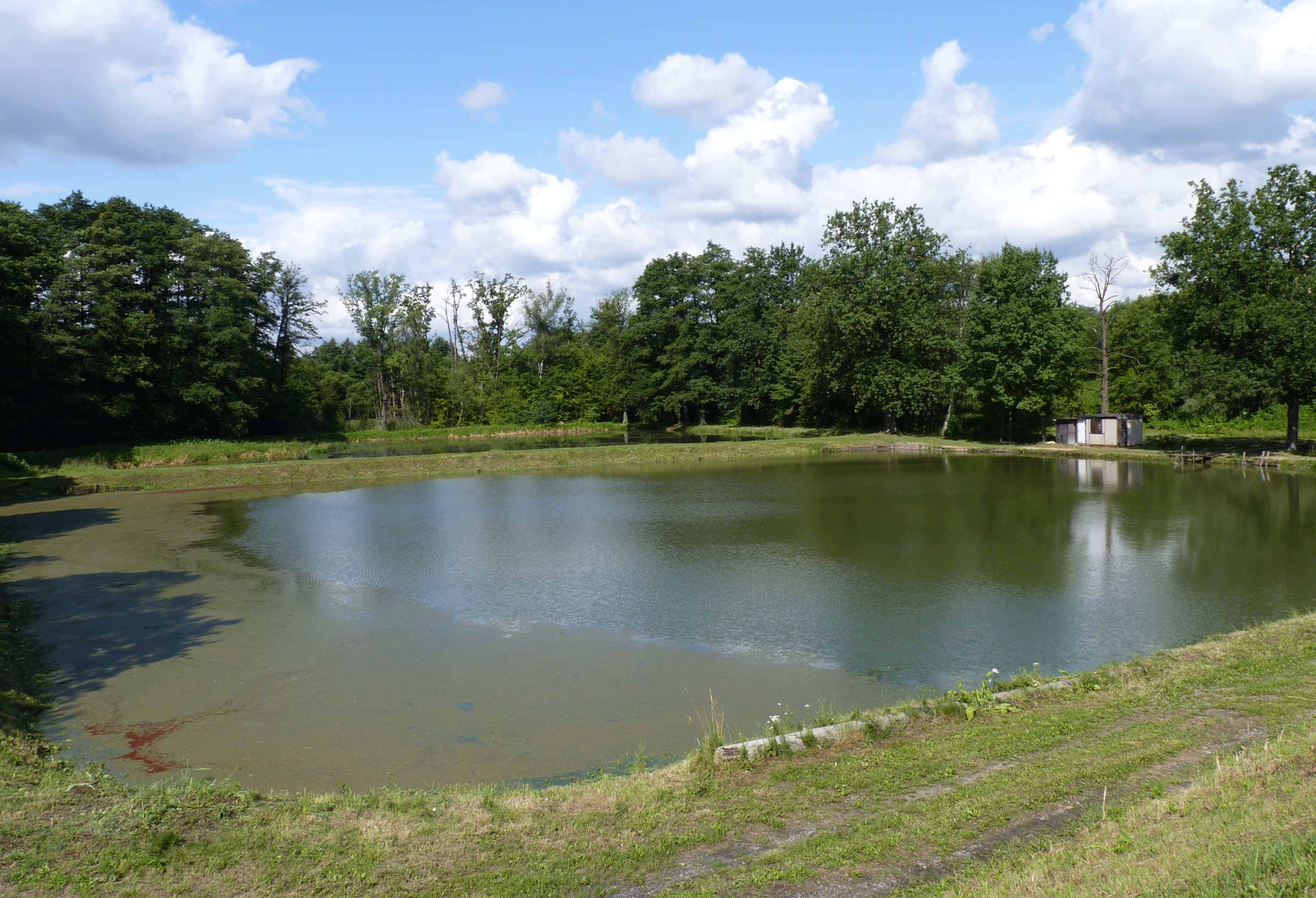
Tavacska
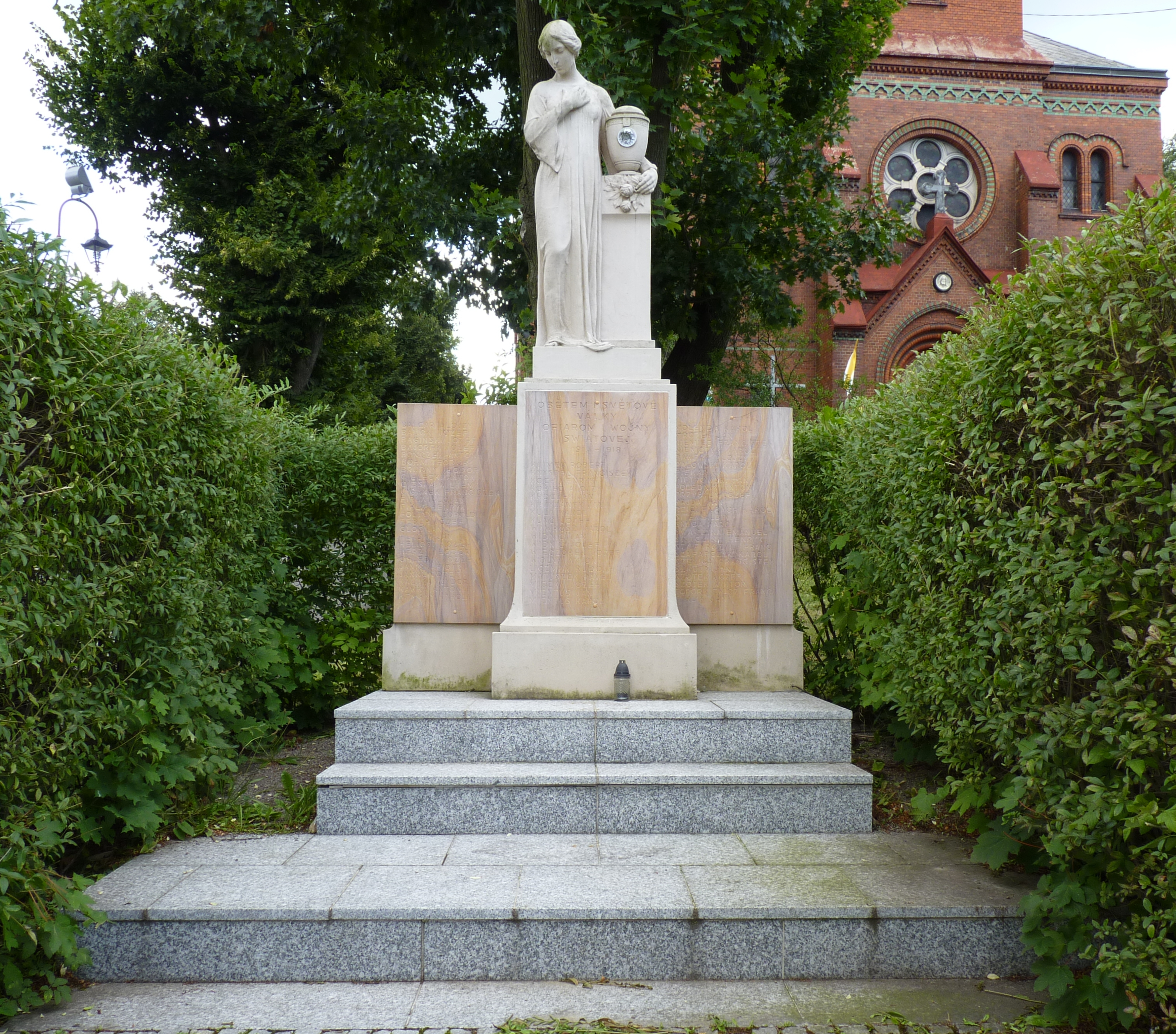
Az első világháború áldozatainak emlékműve
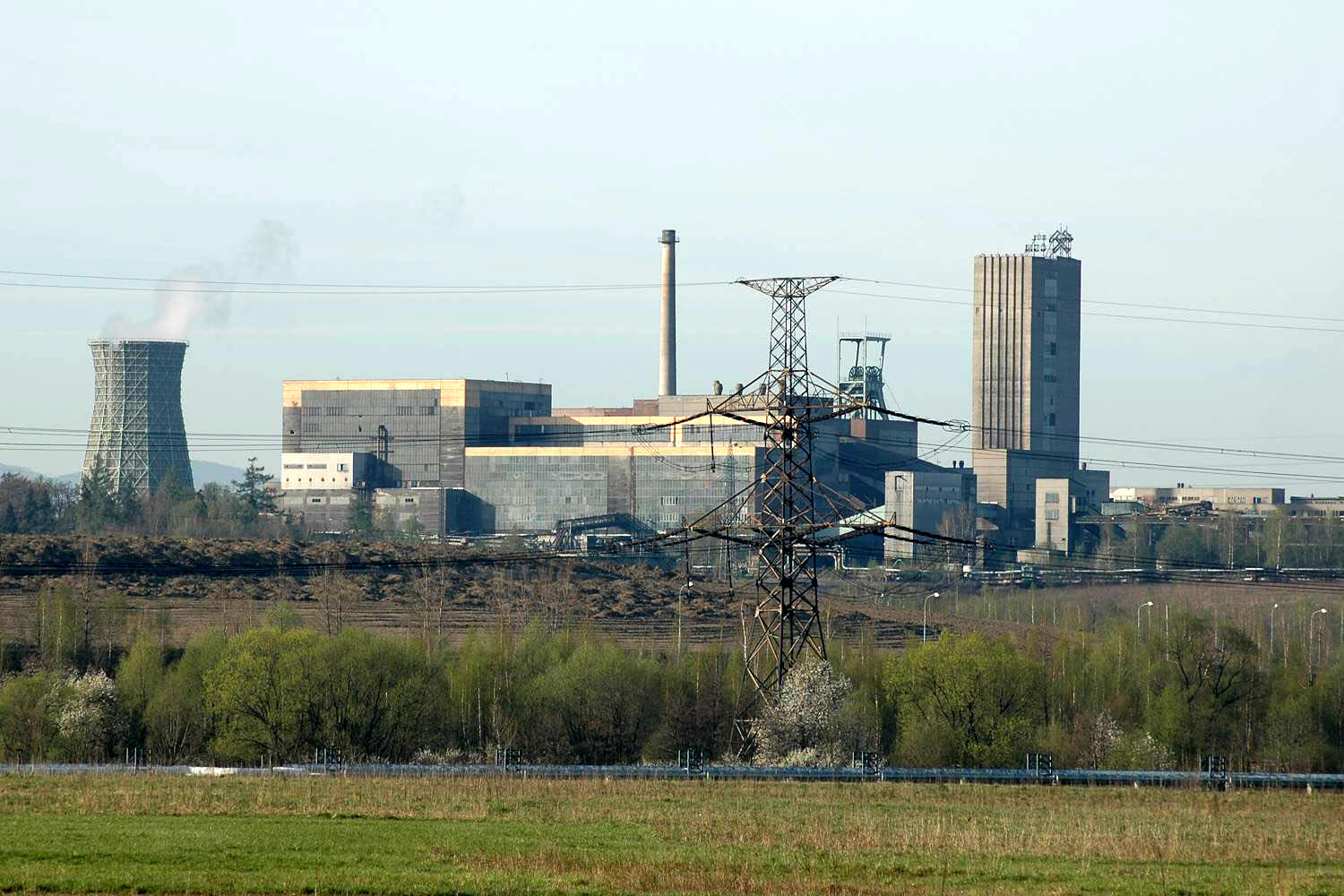
Důl ČSM
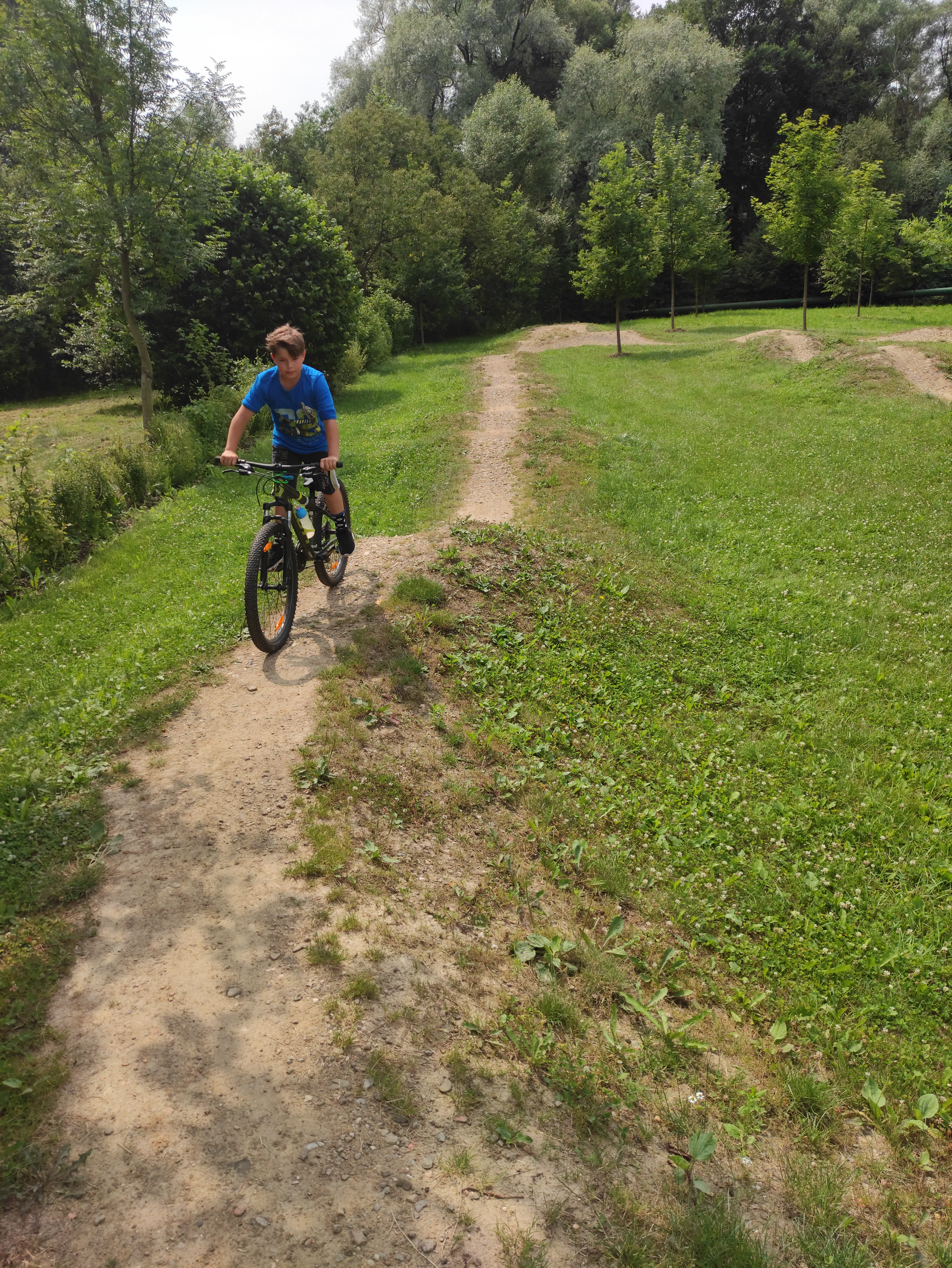
A stonavai pumpapálya